# Залеплон
Залепло́н — седативное и снотворное средство, применяемое для лечения бессонницы. Это небензодиазепиновый препарат, или Z-препарат, класса пиразолопиримидинов. Препарат был разработан компанией King Pharmaceuticals и одобрен для медицинского применения в США в 1999 году.

## Медицинское применение
Залеплон малоэффективен при лечении бессонницы. Он значительно сокращает время засыпания, улучшая латентность сна, и, следовательно, может способствовать именно индукции сна, а не его поддержанию. Из-за сверхкороткого периода полувыведения залеплон может быть неэффективен для предотвращения преждевременных пробуждений. Эмпирически не доказано, что залеплон увеличивает общую продолжительность сна.
Залеплон не оказывает существенного влияния на способность управлять автомобилем утром после приёма перед сном или через 4 часа после приёма среди ночи. Он может иметь преимущества перед бензодиазепинами, так как вызывает меньше побочных эффектов.

### Особые группы населения
Залеплон не рекомендуется для постоянного применения у пожилых людей. Пожилые люди более чувствительны к побочным эффектам залеплона, таким как когнитивные нарушения. Залеплон может увеличить риск травм у пожилых людей. Препарат не следует применять во время беременности и кормления грудью. Врачам следует проявлять особую осторожность при назначении препарата пациентам с алкогольной или наркотической зависимостью в анамнезе, психотическими заболеваниями или депрессией.
Кроме того, некоторые утверждают, что эффективность и безопасность долгосрочного использования этих средств ещё предстоит оценить, однако нет конкретных данных, указывающих на то, что долгосрочное применение наносит какой-либо прямой вред.

## Побочные эффекты
Побочные эффекты залеплона аналогичны побочным эффектам бензодиазепинов, хотя остаточная седация на следующий день выражена слабее. В двух исследованиях было обнаружено, что использование залеплона не приводит к увеличению числа дорожно-транспортных происшествий по сравнению с другими снотворными средствами, доступными на рынке.Некоторые данные свидетельствуют о том, что залеплон не обладает таким же потенциалом злоупотребления и вызывает гораздо менее выраженные эффекты отмены по сравнению с другими небензодиазепинами или Z-препаратами.

## Взаимодействия
Фермент печени CYP3A4 является второстепенным путем метаболизма залеплона, в норме метаболизируя около 9 % препарата. Индукторы CYP3A4, такие как рифампицин, фенитоин, карбамазепин и фенобарбитал, могут снижать эффективность залеплона.
Дополнительный седативный эффект наблюдался при сочетании залеплона с тиоридазином, но неясно, было ли это следствием простого аддитивного эффекта от одновременного приёма двух седативных препаратов или же истинным фармакологическим взаимодействием. Дифенгидрамин, слабый ингибитор альдегидоксидазы, не влияет на фармакокинетику залеплона.

## Фармакология

### Механизм действия
Залеплон является высокоселективным лигандом с высоким сродством к положительным модуляторным бензодиазепиновым участкам рецепторов ГАМКА. Залеплон связывается преимущественно с бензодиазепиновыми участками на α1-содержащих рецепторах ГАМКА (ранее известных как рецепторы BZ1/Ω1), которые в значительной степени опосредуют седативные эффекты бензодиазепинов. Однако, в отличие от золпидема, залеплон связывается с заметным сродством также и с бензодиазепиновыми участками некоторых α2- и α3-содержащих рецепторов ГАМКА, которые участвуют в анксиолитических и миорелаксирующих эффектах бензодиазепинов. Залеплон демонстрирует большую селективность в отношении этих участков, чем лоразепам или зопиклон.
Залеплон, в отличие от неселективных бензодиазепиновых препаратов и зопиклона, не нарушает структуру сна.
Метаанализ рандомизированных контролируемых клинических испытаний, сравнивавших бензодиазепины с залеплоном или другими Z-препаратами (золпидем, зопиклон, эсзопиклон), выявил мало четких и последовательных различий между залеплоном и бензодиазепинами с точки зрения задержки начала сна, общей продолжительности сна, количества пробуждений, качества сна, побочных эффектов, толерантности, рецидивирующей бессонницы и дневной активности.
Залеплон следует рассматривать как седативно-снотворный препарат ультракороткого действия для лечения бессонницы. Он увеличивает спектральную мощность ЭЭГ в δ-диапазоне частот и снижает энергию в θ-диапазоне. В отличие от неселективных бензодиазепиновых препаратов и зопиклона, залеплон не увеличивает мощность в β-диапазоне частот.

### Фармакокинетика
Сверхкороткий период полувыведения, составляющий 1 час, дает залеплону уникальное преимущество перед другими снотворными средствами из-за отсутствия остаточных эффектов на следующий день, влияющих на вождение и другие навыки, требующие высокой производительности.
Залеплон в основном метаболизируется альдегидоксидазой до 5-оксозалеплона. На его период полувыведения могут влиять вещества, ингибирующие или индуцирующие альдегидоксидазу. По данным анализа мочи, около 9 % залеплона метаболизируется с помощью CYP3A4 с образованием дезэтилзалеплона, который затем быстро метаболизируется альдегидоксидазой до 5-оксодезэтилзалеплона. Все метаболиты неактивны. Максимальная концентрация залеплона при пероральном приеме достигается примерно через 45 минут.

## Химия
Залеплон классифицируется как пиразолопиримидин. Чистый залеплон в твердом состоянии представляет собой порошок от белого до почти белого цвета, очень мало растворимый в воде, а также малорастворимый в этаноле и пропиленгликоле. Он имеет коэффициент распределения октанол-вода {\displaystyle \log P=1,23} в диапазоне pH от 1 до 7.

### Синтез

Синтез залеплона

Синтез начинается с конденсации 3-ацетилацетанилида (1) с диметилацеталем N, N-диметилформамида (ДМФДМА) с образованием енамида (2). Затем анилидный азот алкилируют с помощью гидрида натрия и этилиодида, получая (3). Последующую конденсацию с 3-амино-4-цианопиразолом можно представить как последовательность реакций присоединения-отщепления на енамидной группе с образованием промежуточного соединения, такого как (5). Затем циклизация приводит к формированию конденсированного пиримидинового кольца, в результате чего образуется залеплон (6).

## Общество и культура

### Рекреационное использование
Залеплон потенциально может использоваться в рекреационных целях; было обнаружено, что он обладает аддиктивным потенциалом, аналогичным бензодиазепинам и бензодиазепиноподобным снотворным.
Некоторые люди используют препарат способами, отличными от предписанных, например, путем инсуффляции (вдыхания через нос), чтобы ускорить наступление эффекта.

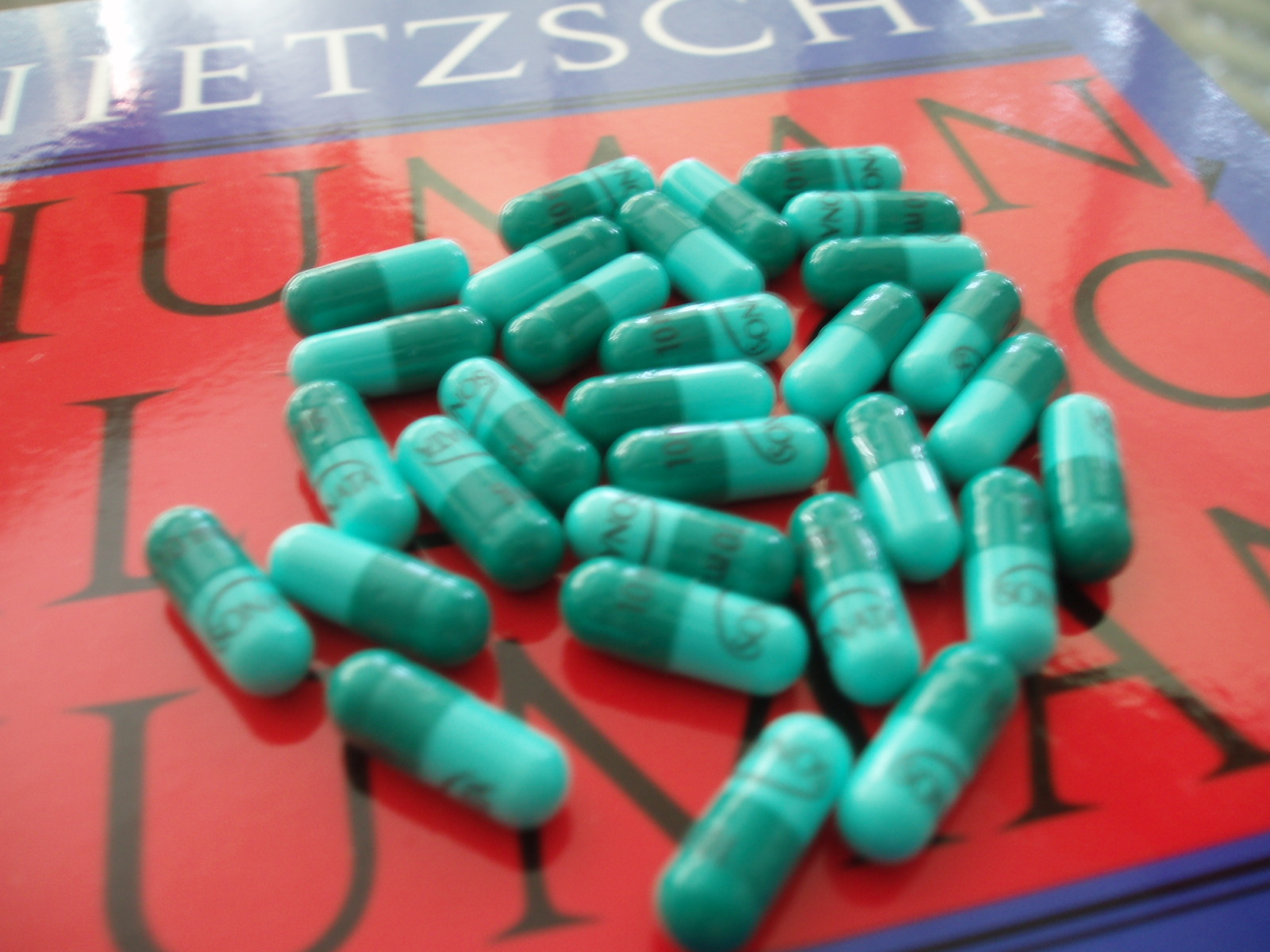
Капсулы Соната, 10 мг

При рекреационном использовании также возможно возникновение антероградной амнезии, из-за которой человек может забыть о количестве уже принятого залеплона, что приводит к приему большей дозы, чем планировалось изначально.

### Использование в авиации
Федеральное управление гражданской авиации США разрешает применение залеплона пилотами при условии 12-часового периода ожидания после приёма и не чаще двух раз в неделю. Это делает его снотворным с самым коротким разрешенным периодом ожидания после использования. Вещества со вторым по краткости периодом ожидания (24 часа) — это золпидем и рамелтеон.